# Взятие Ведено (1858—1859)
Штурм Ведено — операция, проведённая силами Кавказской армии под командованием генерала Евдокимова с целью захвата ставки имама Шамиля в ауле Ведено, расположенном в горно-лесистой местности Чечни, происходившая в период с декабря 1858 по апрель 1859 года.

## Положение дел на Северном Кавказе на конец 1858 года
После разорения аула Дарго генералом Воронцовым в 1845 году, Имам Шамиль перебрался в чеченский аул Ведено, расположенный в горно-лесистой местности. Ведено (русские называли аул — Ведень) оставалось ставкой лидера восставших горцев в течение 14 лет, вплоть до 1859 года. В конце 1850-х годов исход Кавказской войны уже не вызывал сомнения: многие сподвижники Шамиля погибли в боях, некоторые перешли на сторону русских, а население Дагестана и Чечни притесняемое наибами Шамиля устало от поборов, несправедливости, и от войны, продолжающейся десятки лет. На этом фоне население Чечни всё чаще стало выражать недовольство порядками мюридизма, которые Шамиль насаждал в Чечне. Восстание против власти Шамиля, начавшееся по реке Шароаргун, быстро разошлось по региону. В течение одной недели, общества: Чанты, Мулкой, Дашни, Зумсой, Чужнаховой, Терлой, Хочарой, Хельдырой, Чахой, Намах, Чеберлой и Маисты изгнали шамилёвских наибов и изъявляли желание подчиниться русской власти. Таким образом, вся западная часть Большой Чечни подчинилась России.
На этом фоне, в 1858 году отрядом Евдокимова был занят аул Шатой, а на его месте была заложена крепость. Наступил подходящий момент положить конец могуществу Шамиля в Чечне, и с этой целью, 20 декабря 1858 года, было предпринято усиленное наступление русских войск от крепости Воздвиженской в глубину Чечни к аулу Ведено.

## Манёвры
Полковник Баженов, имевший в своём распоряжении четыре с половиною батальона милиции и шесть горных орудий выступил из Воздвиженского и направился к реке Басс, и таким образом, отрезав все чеченские аулы гнездящиеся в лесистой полосе этого пространства, создавая угрозу аулам Таузен и Элистанжи.

Другая часть войска под командованием полковника Черткова одновременно с Баженовым перешла на правый берег Аргуна и, выйдя на Шалинскую просеку, остановилась в ожидании прибытия подкрепления; после чего, образовав авангард главной колонны генерал-майора Кемферта, двинулись к Ведено. Сам Евдокимов возглавил основной отряд.
Со стороны Кумыкской плоскости для отвлечения сил Шамиля действовал отряд князя Святополка-Мирского, расположенный между реками Мичиком и Гудермесом. Кроме того, для содействия основному отряду и отвлечения сил горцев, генералом Врангелем было предпринято движение в восточной части Ичкерии.

Главный отряд постепенно, с боями продвигался вперед, прорубая просеки в сплошных лесах. Таким образом, отряд Евдокимова, достиг 31 декабря аула Агишты. Горцы отступили к аулу Таузен, который находился в трёх верстах от позиции русских войск. 3 января к главному отряду присоединился отряд князя Святополка-Мирского, и войска, соединёнными усилиями до 14 января 1859 года, прорубали просеки в непроходимых ичкерийских лесах.
Устроив просеки, Евдокимов 14 января двинулся к аулу Таузен. Горцы устроили завалы и приготовились к обороне, но появление обходной колонны заставило их отступить с укреплённых позиции почти без боя. Так русскими войсками был взят Таузен, находящийся на расстоянии 14 вёрст от Ведено, расположенный на стыке путей, ведущих в резиденцию Шамиля, в Андию, Чаберлой и Шатой.

Заняв Таузена, русские войска приступили к устройству дороги и к рубке просек в 600 сажен шириной.

Продвижение русских войск сопровождалось мелкими стычками. Небольшие отряды горцев численностью по 300 человек постоянно тревожили русские войска. Сам Шамиль с основными силами находился в Ведено, готовя его к обороне.

По окончании первоначальных работ по устройству дороги, Евдокимов распределил часть войск для охраны дороги, а остальные войска 7 февраля выдвинул в сторону Ведено.

## Место битвы
Ведено расположен на небольшой поляне в ущелье истоков Хулхулау, окружённом высокими обрывистыми и лесистыми хребтами, и представлял надежное убежище, как по природным условиям, так и по возведённым около него укреплениям.
Западная и восточная стороны аула, ограждены отвесными обрывами оврагов, а сверх того были укреплены брустверами из плетней.
Северная сторона была укреплена двумя толстыми параллельными брустверами из глины, в расстоянии от 3 до 5 шагов один от другого; наружный бруствер одёт плетнём и увенчан в два ряда турами (1 1/2 аршина в диаметре), засыпанными глиною и каменьями; промежуток между брустверами блиндирован бревенчатою настилкою, устланною фашинами в семь рядов и засыпанною сверху землёю.

На северо-восточном и северо-западном углах были устроены бастионы. Узкое пространство между оврагами перерезано другим широким и глубоким рвом.

С западной стороны тянется гребень высот, постепенно понижающийся от вершины горы Леня-Корт и отделённый от аула оврагом. Вершины этого гребня были заняты шестью отдельными редутами, два из которых имели по одному орудию. Сильнейший из всех редутов был нижний, обороняемый андийцами, который состоял из трёх отдельных построек, соединённых между собою крытыми ходами. Фасы этих построек, окружённые широкими и глубокими рвами, состояли из глиняных брустверов (местами до 8 шагов толщиною), одетых снаружи толстым плетнём и увенчанных в два ряда турами (до 2 аршин в диаметре), засыпанными глиною и каменьями. С внутренней стороны брустверов были устроены блиндажи для жительства гарнизона.
Жилище Шамиля представляло собой комплекс зданий, образующих большой четырёхугольник, окруженный высоким частоколом и рвом. Этот четырёхугольник заключал в себе внешний и внутренний двор. Внутренний двор Шамиля был кругом застроен зданиями, предназначенными для жилища его жён, семейства, прислуги и различными хозяйственными постройками; там же находился дом Шамиля и особое отделение для суда и расправы (дом шариата), для казначейства и для приезжающих гостей и наибов, прибывавших по делам служебным. На внешнем дворе помещались конвойные мюриды Шамиля, его избранная дружина и небольшой сарайчик с 8-ю заржавленными негодными орудиями. На этом же дворе собирался в случае надобности и во время празднества народ. Сведения об устройстве дома Шамиля были получены от Исаака Грамова, который бывал в конце 1854 года в Ведено, для переговоров, о выкупе семейств князей Чавчавадзе и Орбелиани.

## Расстановка сил к началу осады

### Состав и численность сторон
Русский отряд состоял из:
19 1/2 батальонов пехоты,
14 горных орудий,
2 полупудовых мортир,
6 сотен казаков
3-х сотен милиции.
Силы горцев по оценке генерала Евдокимова состояли из 7000 бойцов, половина которых составляла гарнизон аула, а вторая была рассредоточена по редутам.
Гаджи-Али, который был секретарём Шамиля и участником событий, указывает, что в рядах горцев было 3,5 тысячи человек. Он же пишет в своих воспоминаниях:

Ночью показался авангард конницы отряда Евдокимова на горе, а пехота на площади около Ведено, где они и остановились лагерем. Это место стало, как небо в ясную ночь, усеянное звёздами, так много было палаток, лошадей, орудий, людей и других припасов— Воспоминания очевидца о Шамиле

### Известные участники штурма Ведено
Амираджибов, Михаил Кайхосрович
Ганецкий, Николай Степанович
Зотов, Павел Дмитриевич
Зиссерман, Арнольд Львович
Кемферт, Павел Иванович
Корф, Андрей Николаевич
Теодор, Горшельт
Чемерзин, Александр Яковлевич
Чертков Михаил Иванович
Шванебах Фридрих Антонович
Штоквич, Фёдор Эдуардович

### Исходные позиции
В интервью журналу «Русский Вестник» Евдокимов вспоминал:

«Ключом неприятельской позиции был Андийский редут. С потерею его неприятель терял возможность держаться успешно в ауле: с другой же стороны, с занятием этого редута, осаждающие войска могли быть расположены с большею сосредоточенностью, и получалась возможность отделить особую колонну для занятия горы Леня-Корт; причём было бы отрезано единственное, остававшееся свободным, сообщение неприятеля с Андиею. На этом основании, первою задачею в предпринимаемой осаде я положил себе занятие Андийского редута»— статья в журнале «Русский Вестник»
Для осады Ведено войска были разделены на три осадные колонны и два резерва.
- Правая колонна, возглавляемая полковником Чертковым, состоящая из 3-х батальонов Куринского полка, 18 марта обложила Ведено с западной стороны и отрыла траншеи, чтобы приблизиться к оврагу левого притока Хулхулау. На берегу оврага была заложена батарея, которая стала обстреливать картечным огнём западную покатость гребня, на котором были устроены редуты, чтобы таким образом не допускать гарнизон аула поддерживать редуты.
- Средняя колонна, которой руководил генерал-майор Розен, состояла из 2 1/2 батальонов. Ей было поручено подойти на максимально близкое расстояние к Андийскому редуту с фронта и заложить против него бреш-батарею.
- Левая колонна генерал-майора Ганецкого, в составе которой находились 4 батальона и 4 орудия, имела приказ обложить Ведено с восточной стороны и отрезать неприятелю дорогу в Андию и Ичкерию.
- В резерве между правою и среднею колоннами, в овраге левого притока Хулхулау, были оставлены: 1-й батальон Грузинского гренадерского и 1-й батальон Белостокского пехотного полка; на сообщении средней колонны с левою, в виде резерва, были поставлены два батальона Белевского пехотного полка на развалинах Дышне-Ведено.

## Осада

### Обустройство театра военных действий
Заведовавший инженерными работами в правой колонне, штабс-капитан Шванебах, 26 марта довёл траншеи на расстоянии 50 шагов от берега оврага, а 27 числа устроил тут батарею на четыре батарейных и два горных орудия. В некотором расстоянии от первой была устроена вторая батарея на две полупудовые мортиры.
Средняя колонна открыла работы в ночь 23 марта. Заведовавший работами в этой колонне штабс-капитан Чемерзин повёл траншею из оврага левого притока Хулхулау и 27 марта заложил бреш-батарею на 6 батарейных орудий расстоянии 164 саженей от Андийского редута. За первой батареей были расположены в траншеях: батарея на 3 полупудовые мортиры и батарея на 2 чугунные 2-х-пудовые мортиры. В ночь 27 марта Чемерзиным же была заложена траншея против фронта Андийского редута на расстоянии 187 саженей от редута; в этой траншее устроены были батареи на два батарейных орудия, один 10-фунтовый единорог и одну медную 2-х-пудовую мортиру. От последней траншеи подступы подведены были по западной покатости гребня, где расположен Андийский редут, и в ночь, с 30 на 31 марта, заложена была передовая траншея, вооружённая горным единорогом, на расстоянии 60 шагов от редута.
Левая колонна заняла 22 марта выход из Хорочоевского ущелья. Для обеспечения лагерного места генерал-майор Ганецкий устроил несколько засек и вырубил лес на расстоянии ружейного выстрела от бивуака. Во время рубки леса, отряды горцев делали нападения на работавших, но оба нападения отбиты с уроном для горцев.
Таким образом 31 марта все инженерные работы были окончены. Ведено был опоясан сетью из редутов и траншей.
Воспоминание участника осады. В окрестностях Ведено Горшельт решил сделать зарисовки пейзажа.
«Как только вы возьмете в руки листок бумаги, они тут же начнут стрелять, — сказал ему один из офицеров. — По крайней мере, это было вчера, когда офицер инженерных войск сделал несколько шагов в этом направлении, кажется, они где-то припрятали свою подзорную трубу, так как от них невозможно ничего утаить…». Так и случилось, едва Горшельт прислонился к дереву, и взял в руки карандаш, как со стороны редута раздались залпы. Художник продолжил рисовать, как он позже заметил «…отчасти из честолюбия…». Но в следующее мгновение раздался звук разорвавшейся гранаты несколько солдат попадали на землю, затем над его головой пролетела еще одна граната и Горшельту пришлось временно оставить свое занятие.

### Штурм
1 апреля начался штурм Ведено. Первой целью штурмующих стал Андийский редут. С 6 часов утра по редуту был открыт огонь из 16 орудий и 8 мортир. Канонада продолжалась до 18 часов. Андийский редут, в который было брошено примерно 1000 ядер, гранат и бомб, представлял собою почти груду развалин.

Затем все батареи обратили свой огонь на аул, а в это время три батальона под командованием полковника Баженова атаковали Андийский редут. Защитники редута встретили атакующих залпом; в то же время с соседнего редута горцев было сделано несколько выстрелов картечью. Но сопротивление не остановило атакующих. 5-я стрелковая рота Тенгинского полка, под командованием подпоручика Данибекова добежав до редута в несколько минут расправилась с защитниками редута, которые уцелели после артобстрела.

Одновременно со штурмом редута полковник Чертков начал движение в сторону Ведено. Горцы стали сжигать свои дома и покидать аул. К 22 часам горцы покинули аул и редуты. На следующий день, с рассветом русские войска заняли Ведено.

Конница бросилась к Дарго, сопровождаемая залпами из орудий и ружей, а также и из горы стреляли в нас из орудий. Мы вышли против них с конницей и орудиями и мужественно защищались, бросая в центр русских ядра и гранаты и стояли твёрдо, так что не могли расстроить ряды наши, и мы нисколько не понесли потерь. Русские отступили и мы возвратились. В эту ночь все наибы собрались в доме у Шамиля и просили его, чтобы он вышел из Дарго. Шамиль [58] согласился удовлетворить их просьбы и, оставив в Дарго сына своего Кази-Мухаммада с 3500 чел. и 13 наибами, сам же с приближёнными и некоторыми наибами вышел и остановился в с. Эрсеной в 3,5 верстах от Дарго. Потом каждый день происходили перестрелки и схватки. Русские окружили Дарго, однако же Евдокимов не смог взять Дарго штурмом, но перехитрил мюридов. Он траншеями дошёл до Ведено, начал бросать ядра, бомбы и гранаты, что очень ослабило осаждённых. В четверг 23 рамазана целый день продолжалась сильная канонада со всех орудий по Дарго, так что залпы слились в один протяжный гул и кроме дыма и пыли ничего не было видно. К вечеру, когда осаждённые приготовились к совершению намаза, русские вдруг, как саранча, бросились с криком с 4-х сторон на Дарго, мусульмане не в силах были выдержать штурма, бежали, там оставалась горсть храбрецов, чтобы забрать оставшиеся пожитки, и взяв их, пришли вслед за главными силами в Харачи.— Описание Гаджи-Али (смотрите поход Евдокимова в Ведено)

## Итоги и последствия
Гаджи-Али — житель селения Чох, который был секретарем Шамиля и очевидцем событий, в своих воспоминаниях пишет: 

По взятии Дарго-Ведено, Шамиль, не видя средств удержать за собою чеченцев, приказал им вторично собраться, и они собрались в сел. Эрсеной. Шамиль сказал им: «Во всём Дагестане храбрее вас нет, чеченцы! Вы свечи религии, опора мусульман, вы были причиною восстановления ислама после его упадка. Вы много пролили русской крови, забрали у них имения, пленили знатных их. Сколько раз вы заставляли трепетать их сердца от страха. Знайте, что я товарищ ваш и постоянный ваш кунак, пока буду жив. Ей-богу, я не уйду отсюда в горы пока не останется ни одного дерева в Чечне». Но чеченцы, не видя никакой пользы от его речи, оставили его и разбрелись по домам. Шамиль потерял всякую надежду, возвратился с приверженцами в селение Ичичали.— Воспоминания очевидца о Шамиле

### Потери сторон
В течение 12 дней пока шли инженерные работы, потери русской армии в разных перестрелках составили:
убитыми: 9 человек нижних чинов.
ранеными: одного штаб-офицера (Ряжского полка майор Бахтинский), 4-х обер-офицеров (артиллерии капитан Арсеньев и поручик Макаров; Ряжского полка капитан Курин и Кабардинского подпоручик Терентьев) и 68 нижних чинов.
В результате самого штурма было убито два рядовых; ранено: один обер-офицер (флигель-адъютант, капитан барон Корф, пулею в ногу) и 23 человека нижних чинов.
Примерно 50 тел мюридов было обнаружено на следующий день в ауле.

### Ситуация на северо-восточном Кавказе после взятия Ведено
Аул Ведено, который был 14 лет резиденцией Шамиля, имел большое значение в глазах горцев. Горцы смотрели на него как на столицу Имамата, как на административный центр, из которого исходили все распоряжения, как на опорный пункт и гнездо мюридизма. Занятие этого аула нанесло окончательный удар по могуществу Шамиля в Чечне. После взятия Ведено Шамиль, не имея возможности оставаться в Чечне, перебрался в Гуниб, где и был пленён спустя несколько месяцев, а Кавказская война, продолжавшаяся почти 40 лет, была окончена. В 1859 году в Ведено Куринском полком была возведена каменная крепость.

## Награды
После взятия Ведено Барятинский послал Евдокимову 50 георгиевских крестов и 200 знаков отличия для храбрых воинов.
Император Александр II пожаловал Евдокимову Орден Святого Великомученика и Победоносца Георгия третьей степени, и титул графа.
Главнокомандующий Кавказской армией, наместник Барятинский получил от Императора грамоту следующего содержания:

Будучи призваны Нами к предводительствованию доблестными войсками кавказской армии, вы самым блистательным образом оправдали доверие Наше, благоразумными и твёрдо принятыми мерами положив прочные основания к постепенному покорению издавна враждебных нам горских племён Кавказа. Руководимые вами вожди кавказских войск внесли много новых громких имён в летописи кавказской славы, и, ныне, двухлетние мужественные усилия войск левого крыла Кавказской линии доставили новое торжество оружию нашему взятием укреплённого аула Веденя, главного местопребывания предводителя непокорных нам Горцев. В изъявление душевной к вам признательности, за отличные труды ваши на пользу вверенного вам края, и совершенного Нашего к вам благоволения, Всемилостивейше пожаловали Мы вас кавалером Императорского ордена Нашего Св. Равноапостольного Князя Владимира первой степени с мечами над орденом, коего знаки, при сём препровождая, повелеваем вам возложить на себя и носить по установлению. «Александр»— Известия с Кавказа // Русский вестник, № 4. 1859

## В искусстве
- Художник Теодор Горшельт написал картину «Осада Веденя»[9].
- Песня Куринского 79-го пехотного полка посвящена событиям при Ведено — «Воспоминание о взятии Ведено. 1859 года»[10].